# 太刀
太刀為日本刀的一類，从平安时代中期开始使用。在其弯曲的刀刃单边设有锋利的刀刃，握柄较长适合双手持用，在骑马的时候亦可以单手用。一般而言指的是刀身彎度較高、然后以邊鋒朝下並吊在腰帶以下的方式配帶的日本刀。在刀刃向上切先向前的狀況下，太刀銘的位置通常是在與打刀相反的左面（不過也有例外的狀況）。

## 語源
太刀其日語讀法的語源，一般相信是來自於日語「切斷」的同音。不過，根據考古所得及正倉院留下的寶物等顯示，當時「大刀」也被念成。

## 歷史
太刀原本是贵族参加朝延仪式的道具，后来因为维护朝延的武士崛起，就有省却太刀各种装饰当武器用的。太刀因為設想做為騎兵戰使用的緣故，和容易拔刀的打刀相比下較長。從平安時代開始就有製作，鎌倉時代、南北朝時代也繼續使用。一直到室町時代後期因為騎兵戰逐漸被步兵戰取代而產量減少，適合徒步戰鬥的打刀才開始流行。

## 太刀的種類
- 小太刀：刀身2尺不到（未滿60公分）的日本刀，但是因為形狀比打刀更接近直線，跟脇差又不一樣，通常有大型脇差的長度。
- 太刀：刀身2尺-3尺（60公分以上，90公分以下）的太刀。
- 大太刀：指刀身3尺以上（長達90公分以上）的太刀，其中也有比三尺長的大型大太刀存在。[1]

- 革卷太刀：重視實用，柄與鞘都綁上組紐跟革紐的太刀。於鎌倉時代出現，之後發展為陣太刀。革卷太刀

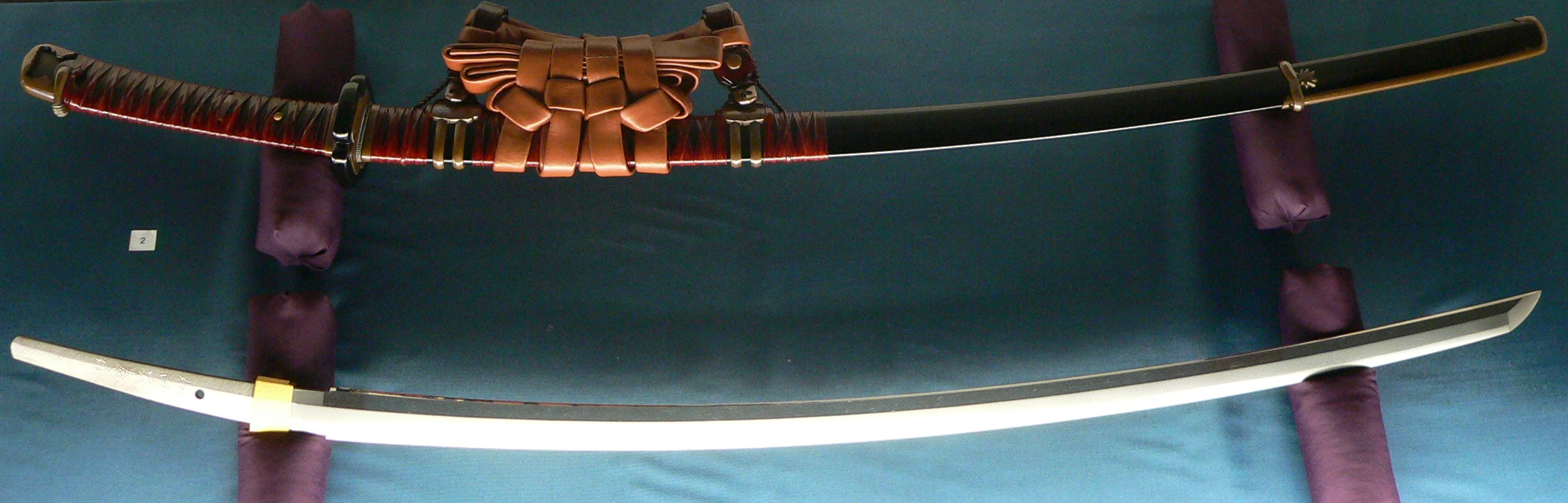
革卷太刀

- 陣太刀：由革卷太刀發展而來，重視裝飾性的太刀，為江戶時代武家正裝時配帶的刀。山名氏定紋散「黄金造陣太刀」

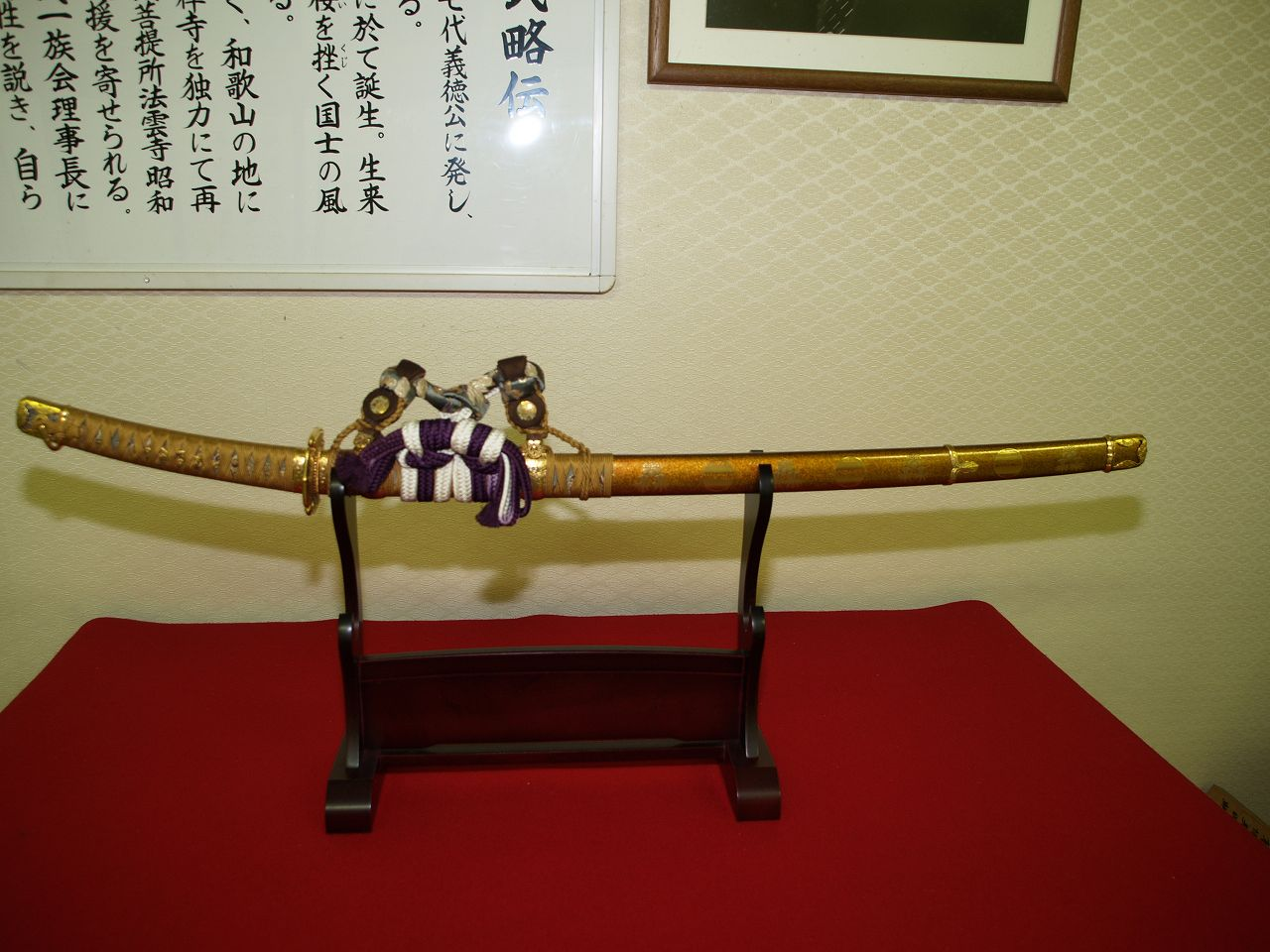
山名氏定紋散「黄金造陣太刀」

- 野太刀：指刀身長達110公分以上，但未滿150公分的太刀。

以長度作為區分的方式多用於教材，方便入門者學習，但是在專業研究領域中有更詳細的區分方式。一般文獻中的大太刀指的是刀身150公分以上的太刀，而90公分以上者則稱為野太刀。但是一般會把大型的刀叫做大太刀而把野太刀當作別稱。

## 外部連結
- 東京國立博物館館藏品一覽　國寶　太刀 銘備前国長船住景光　小龍景光（页面存档备份，存于）
- 東京國立博物館館藏品一覽　國寶　群鳥文兵庫鎖太刀　上杉太刀　太刀　銘一（页面存档备份，存于）
- 東京國立博物館館藏品一覽　重要文化財　三鱗紋兵庫鎖太刀　北條太刀　太刀　無銘一（页面存档备份，存于）
- 東京國立博物館館藏品一覽　重要文化財　黒韋包金桐紋韋卷太（页面存档备份，存于）

1. 1 2 3  大波篤司. . 奇幻基地. 2008/05/02: 64–65. ISBN 9789866712210.